# Levelek
Levelek là một làng thuộc hạt Szabolcs-Szatmár-Bereg, Hungary. Làng này có diện tích 25,73 km², dân số năm 2010 là 2912 người, mật độ 113 người/km².